# Antonio Cosentino
Pour les articles homonymes, voir Cosentino.
Antonio Cosentino (né le 10 mars 1919 à Naples et mort en 1993 dans la même ville) est un skipper italien.

## Biographie
Antonio Cosentino participe à trois reprises aux Jeux olympiques (1952, 1956 et 1960). Huitième du 6 Metre en 1952, il se classe septième de la course du 5.5 Metre en 1956. En 1960, il prend part à la course de classe Dragon et remporte la médaille de bronze.

## Palmarès

### Jeux olympiques
- Jeux olympiques de 1960 à Rome
  -  Médaille de bronze.